# Psychotria ceratantha
Psychotria ceratantha är en måreväxtart som beskrevs av Paul Carpenter Standley. Psychotria ceratantha ingår i släktet Psychotria och familjen måreväxter. Inga underarter finns listade i Catalogue of Life.